# NGC 7341
NGC 7341 је спирална галаксија у сазвежђу Водолија која се налази на NGC листи објеката дубоког неба.
Деклинација објекта је - 22° 39' 59" а ректасцензија 22h 39m 5,6s. Привидна величина (магнитуда) објекта NGC 7341 износи 12,5 а фотографска магнитуда 13,3. NGC 7341 је још познат и под ознакама ESO 534-11, MCG -4-53-27, PGC 69412.